# Live at the Cat Club, NYC
Live at the Cat Club, NYC è un live album dei Junkyard, uscito nel 2000.
Si tratta di un disco non ufficiale, registrato al The Cat Club di New York, l'8 luglio 1991.

## Tracce
1. Killing Time
2. Back On The Streets
3. Give The Devil His Due
4. Clean The Dirt (cortada)
5. Hollywood
6. Misery Loves Company
7. Throw It All Away
8. Lost In The City
9. Hands Off
10. Texas
11. Should I Stay Or Should I Go (The Clash Cover)

## Formazione
- David Roach - voce, percussioni
- Chris Gates - chitarra
- Brian Baker - chitarra
- Clay Anthony - basso
- Patrick Michael Muzingo - batteria, percussioni